# Stockenboi
Stockenboi osztrák község Karintia Villachvidéki járásában. 2016 januárjában 1619 lakosa volt. 

## Elhelyezkedése

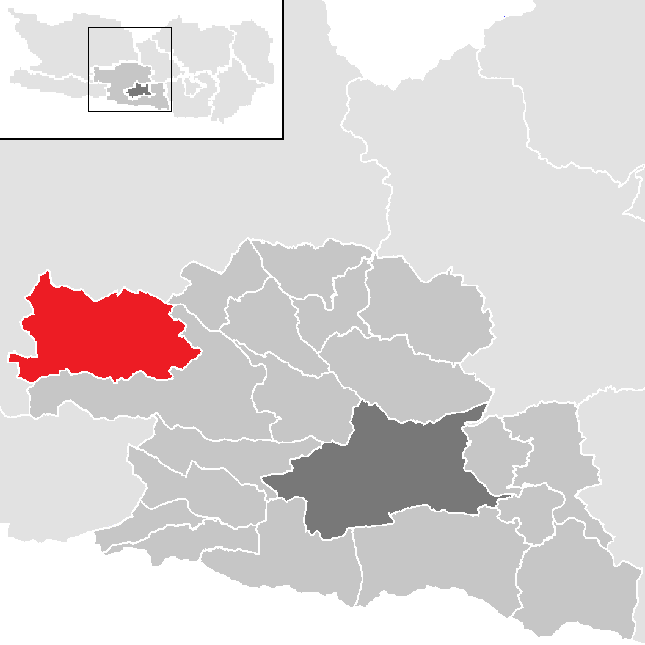
Stockenboi a Villachvidéki járásban

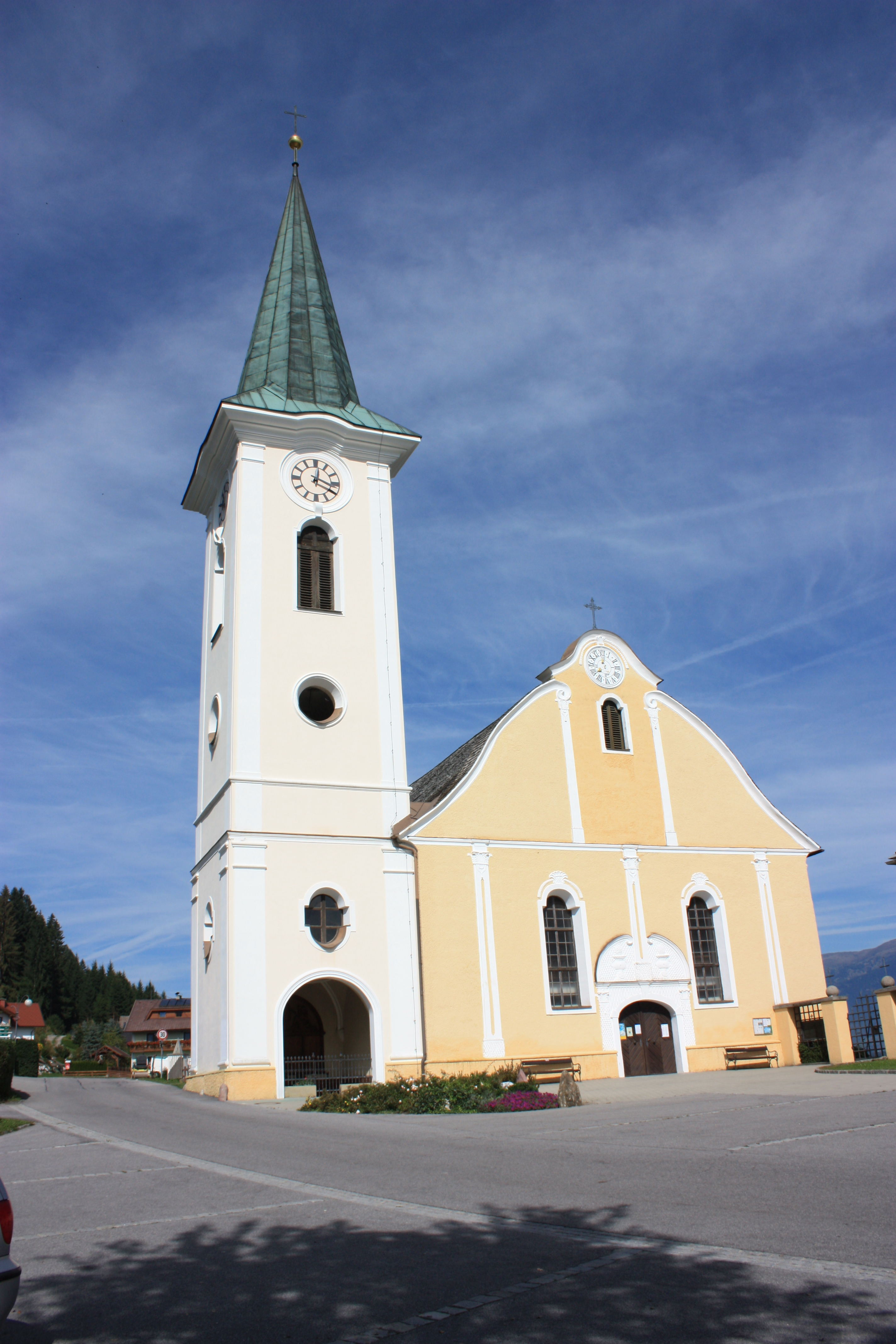
Zlan evangélikus temploma

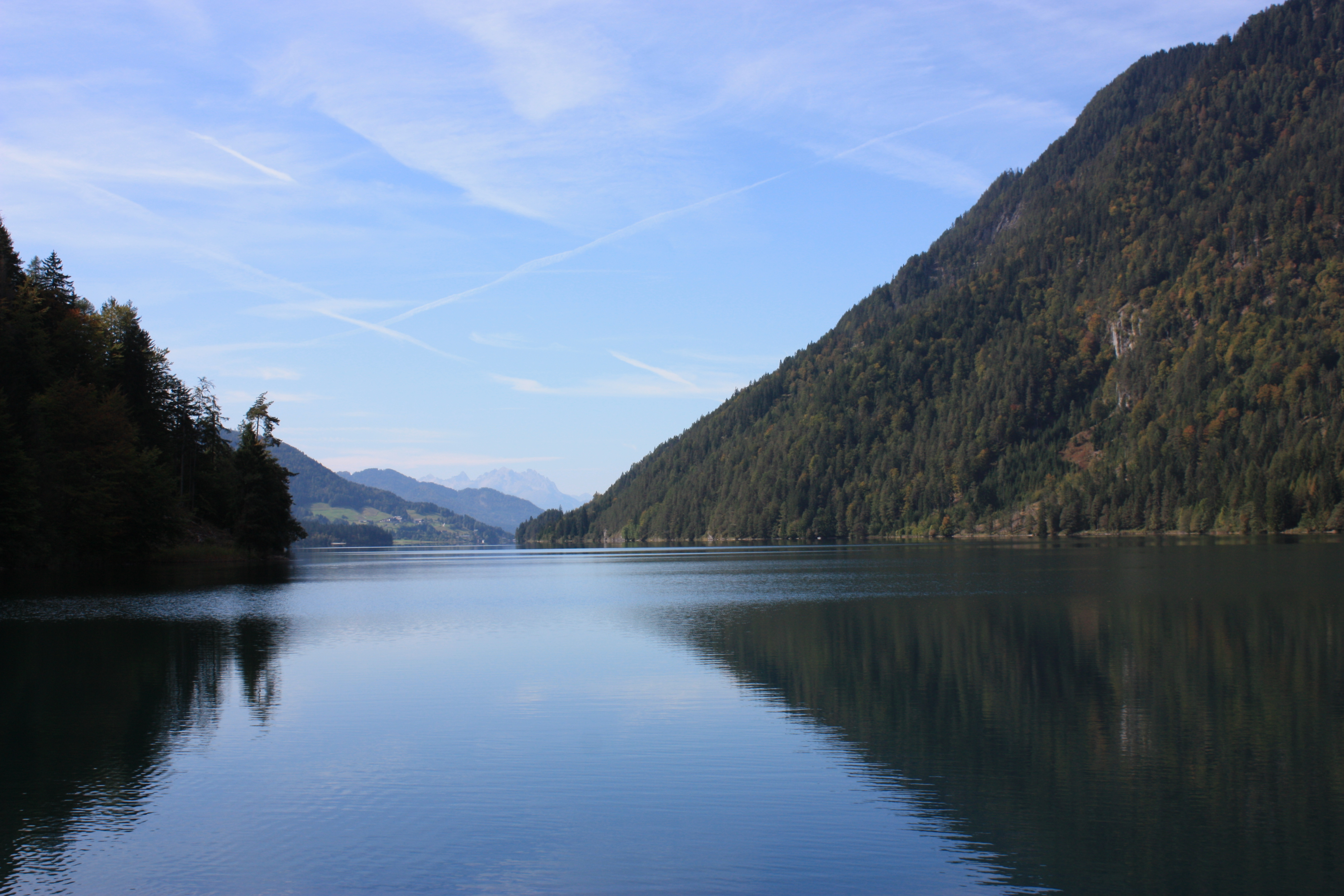
A Weißensee

Stockenboi Karintia középső részén fekszik, a Gailtali-Alpokban, a Dráva és a Weißensee között, az utóbbi lefolyása, a Weißenbach völgyében. Az önkormányzat 21 falut és egyéb települést fog össze: Aichach (78 lakos), Alberden (54), Drußnitz (15), Gassen (161), Hammergraben (25), Hochegg (69), Hollernach (17), Liesing (6), Mauthbrücken (62), Mösel (20), Ried (65), Rosental (1), Scharnitzen (32), Seetal am Goldeck (0), Stockenboi (252), Tragail (158), Unteralm (48), Weißenbach (6), Wiederschwing (44), Ziebl (121), Zlan (397).
A környező települések: északkeletre Ferndorf, délkeletre Paternion, nyugatra Weißensee, északnyugatra Kleblach-Lind, északra Baldramsdorf és Spittal an der Drau.

## Története
A régiót i.sz. 600-ig romanizált kelták lakták, majd őket szlávok váltották fel.
A 12-13. században Stockenboi az ortenburgi grófsághoz tartozott. A közeli Tscherniheimben (ma Weißensee része) 1621-1879 között üveghuták működtek. A Weißenbach vizével fűrészmalmokat, vízimalmokat és vashámorokat hajtottak, de a 19. században a helyi ipar tönkrement. 
A község területe a szomszédos Paternionnal együtt alkotta a paternioni feudális nagybirtokot. Miután az 1848-as polgári forradalom után a birtokot felszámolták, területéből jöttek létre Stockenboi, Wiederschwing és Ziebl községi önkormányzatok; ezek azonban már 1865-ben egyesültek. Határai 1973-ig nem változtak; ekkor a Weißensee keleti partját Stockenboihoz csatolták. 
Az 1930-as évek elején a híres festő, Max Liebermann több alkalommal Stockenboiban nyaralt és festményein megörökítette a tájat és a mára már lebontott épületeket. Szintén előfordult erre az író Walter von Molo, aki "A válás" c. regényében mutatta be a helyi lakosokat és viszonyaikat. 

## Lakossága
A stockenboi önkormányzat területén 2016 januárjában 1619 fő élt, ami visszaesést jelent a 2001-es 1743 lakoshoz képest. Akkor a helybeliek 97,3%-a volt osztrák állampolgár. 66,7% evangélikusnak, 28,% római katolikusnak, 1% mohamedánnak, 2,5% pedig felekezet nélkülinek vallotta magát.

## Látnivalók
- az 1805-ben épült (tornya 1950-ben) zlani evangélikus templom
- az 1513-ban felszentelt stockenboi Szt. Miklós katolikus plébániatemplom
- Tragail Mária Magdolna-kápolnája
- 2004 óta minden évben megrendezik a "Woodstockenboi" zenei és kulturális fesztivált

## Híres Sankt Jakob-iak
- Heinz Kuttin (1971-) világbajnok síugró

## Fordítás
- Ez a szócikk részben vagy egészben  a   Stockenboi című német Wikipédia-szócikk ezen változatának fordításán alapul.  Az eredeti cikk szerkesztőit annak laptörténete sorolja fel. Ez a jelzés csupán a megfogalmazás eredetét és a szerzői jogokat jelzi, nem szolgál a cikkben szereplő információk forrásmegjelöléseként.